# 1954 في الولايات المتحدة
فيما يلي قوائم الأحداث التي وقعت خلال عام 1954 في الولايات المتحدة.

## أحداث
- 1 يناير – حركة الحقوق المدنية

## سياسة

### تعيين في المنصب
- 1 يناير – بوتر ستيوارت United States Court of Appeals for the Sixth Circuit [الإنجليزية]‏.
- 24 ديسمبر – ستروم ثورموند عضو مجلس الشيوخ الأمريكي.

### انتهاء فترة المنصب
- 3 مارس – روبرت ب. أندرسون الأمين العام.
- 12 مايو – كلايد رورك هوي عضو مجلس الشيوخ الأمريكي.
- 7 نوفمبر – وليام برادلي أومستد حاكم كارولينا الشمالية [الإنجليزية]‏.
- 31 ديسمبر – توماس ادموند ديوي حاكم نيويورك [الإنجليزية]‏.

## رياضة
- 1 يناير – إنديانابوليس 500 سنة 1954

## أفلام
من الأفلام التي صدرت هذه السنة في الولايات المتحدة:
- 1 يناير – الآنسة روبن كروزو من إخراج Eugene Frenke [الإنجليزية]‏.
- 1 يناير – الرمح المكسور من إخراج إدوارد دميتريك.
- 1 يناير – السامي والقوي من إخراج ويليام آيه. ويلمان.
- 1 يناير – الكونتيسة حافية القدمين من إخراج جوزيف مانكيفيتس.
- 1 يناير – النافذة الخلفية من إخراج ألفريد هتشكوك.
- 1 يناير – بيتريد من إخراج غوتفريد راينهارد.
- 1 يناير – ثلاث عملات في النافورة من إخراج جان نيغلسكو.
- 1 يناير – جوني غيتار من إخراج نيكولاس راي.
- 1 يناير – سابرينا من إخراج بيلي وايلدر.
- 1 يناير – سبع عرائس لسبعة إخوة من إخراج ستانلي دونين.
- 1 يناير – على الواجهة البحرية من إخراج إيليا كازان.
- 1 يناير – فتاة الريف من إخراج جورج سيتون.
- 1 يناير – قصة جلين ميلر من إخراج أنتوني مان.
- 1 يناير – كارثة جين من إخراج دايفيد باتلر.
- 1 يناير – لونغ جون سيلفر من إخراج بايرون هاسكين [الإنجليزية]‏.
- 1 يناير – ليلة كازانوفا الكبيرة من إخراج نورمان زد. ماكليود.
- 1 يناير – مسافرون إلى النجوم من إخراج Herbert L. Strock [الإنجليزية]‏، ريتشارد كارلسون.
- 1 يناير – وادي الملوك من إخراج Robert Pirosh [الإنجليزية]‏.
- 4 يونيو – يوليوس قيصر من إخراج جوزيف مانكيفيتس.
- 4 يونيو – يوليوس قيصر من إخراج جوزيف مانكيفيتس.
- 23 ديسمبر – 20.000 فرسخ تحت الماء من إخراج ريتشارد فليشر.

## برامج ومسلسلات وأنمي
- الأب أعلم
- غايدنغ لايت

## كتب
من الكتب التي صدرت هذه السنة في الولايات المتحدة:
- 1 يناير – أنا أسطورة من تأليف ريتشارد ماثيسون.
- 1 يونيو – كهوف الصلب من تأليف إسحق عظيموف.
- 1 أغسطس – هورتون يسمع من! من تأليف دكتور سوس.

## مواليد

### يناير
- 1 يناير – بول غريفين لاعب كرة سلة أمريكي.
- 1 يناير – جوان ماكغراث كوهون عالمة اجتماع أمريكية.
- 1 يناير – دوغلاس أرنولد رياضياتي أمريكي.
- 1 يناير – ريتشارد ايدسون ممثل أمريكي.
- 1 يناير – ليوناردو ملودينوف عالم فيزياء أمريكي.
- 5 يناير – أليكس إنجلش
- 7 يناير – جودي لونغ ممثلة أمريكية.
- 11 يناير – غاري بروكو
- 12 يناير – هوارد ستيرن
- 13 يناير – دينيس ماريسون
- 13 يناير – ريتشارد كوتوفسكي ممثل أمريكي.
- 14 يناير – جيم دوغان مصارع محترف من الولايات المتحدة الأمريكية.
- 17 يناير – روبرت كينيدي جونيور
- 18 يناير – تيد ديبياسي
- 19 يناير – كيتي ساغال
- 29 يناير – أوبرا وينفري
- 30 يناير – جيفري لانج رياضياتي أمريكي.

### فبراير
- 2 فبراير – روبن جونز لاعب كرة سلة أمريكي.
- 2 فبراير – كريستي برينكلي
- 5 فبراير – سوزان كير
- 9 فبراير – كريس غاردنر
- 10 فبراير – عبد القادر جيلاني لاعب كرة سلة أمريكي.
- 12 فبراير – زاك جرينيير ممثل أمريكي.
- 12 فبراير – فيل زيمرمان
- 15 فبراير – مات غرينينغ رسام كارتون أمريكي.
- 16 فبراير – مارغو همنغواي
- 17 فبراير – رينيه روسو
- 18 فبراير – جون ترافولتا
- 20 فبراير – باتي هيرست
- 21 فبراير – سينثيا كينيون
- 21 فبراير – فرانسيسكو ألاركون شاعر من الولايات المتحدة الأمريكية.
- 26 فبراير – فيكتوريا ريجي كنيدي سياسية أمريكية.

### مارس
- 1 مارس – رون هاوارد
- 4 مارس – كريس جونز
- 11 مارس – ديفيد نيومان
- 11 مارس – غيل نورتون سياسية أمريكية.
- 18 مارس – جيمس ريلي رائد فضاء أمريكي.
- 19 مارس – سكوت ماي لاعب كرة سلة من الولايات المتحدة الأمريكية.
- 21 مارس – ستيف شيبارد لاعب كرة سلة من الولايات المتحدة الأمريكية.
- 21 مارس – مايك دونليفي
- 22 مارس – بروس فاغنر
- 22 مارس – تومي هوليس ممثل أمريكي.
- 24 مارس – روبرت كارادين ممثل أمريكي.
- 25 مارس – تيم وايت
- 29 سبتمبر – جيفري مارسي عالم فلك أمريكي.
- 29 مارس – دين ديموبولوس

### أبريل
- 5 أبريل – آل فليمينغ لاعب كرة سلة من الولايات المتحدة الأمريكية.
- 9 أبريل – دينيس كويد ممثل أمريكي.
- 10 أبريل – آنا لاموت
- 10 أبريل – بول بيرر
- 10 أبريل – ديبورا رش ممثلة أمريكية.
- 14 أبريل – آرت كولينز لاعب كرة سلة أمريكي.
- 15 أبريل – سيكا
- 16 أبريل – إلين باركين ممثلة أمريكية.
- 20 أبريل – رالف درولينجير لاعب كرة سلة أمريكي.
- 21 أبريل – جيمس مورسن ممثل أمريكي.
- 22 أبريل – جوزيف بوتومز ممثل أمريكي.
- 23 أبريل – مايكل مور
- 24 أبريل – موميا أبو جمال
- 27 أبريل – جون سيجان ممثل أمريكي.
- 28 أبريل – بوبي شرايفر صحفي أمريكي.
- 29 أبريل – جيري ساينفيلد
- 30 أبريل – ثوم براي ممثل أمريكي.

### مايو
- 1 مايو – رون ديفيس لاعب كرة سلة أمريكي.
- 3 مايو – جينا مكارثي سياسية من الولايات المتحدة الأمريكية.
- 6 مايو – توم أبيرنيثي لاعب كرة سلة من الولايات المتحدة الأمريكية.
- 8 مايو – جون مايكل تالبوت
- 8 مايو – ستيفن فورست
- 10 مايو – مايك هاجرتي ممثل أمريكي.
- 11 مايو – لوغان كارتر
- 14 مايو – غاري بالمر سياسي أمريكي.
- 20 مايو – جيرالد بوسنر صحفي أمريكي.
- 20 مايو – ديفيد باترسون سياسي من الولايات المتحدة الأمريكية.
- 20 مايو – كلينتون جاكسون ملاكم من الولايات المتحدة الأمريكية.
- 21 مايو – دينيس بويد لاعب كرة سلة أمريكي.
- 23 مايو – مارفيلوس مارفين هاغلر ملاكم من الولايات المتحدة الأمريكية.
- 24 مايو – فريد دوفال رجل أعمال من الولايات المتحدة الأمريكية.
- 24 مايو – ميتش كوبتشاك لاعب كرة سلة أمريكي.
- 25 يونيو – سونيا سوتومايور
- 27 مايو – لورنس كراوس فيزيائي أمريكي.
- 29 مايو – جون هنكن سباح أمريكي.

### يونيو
- 1 يونيو – جيفري اشبي رائد فضاء أمريكي.
- 2 يونيو – ألين إيمرسون
- 2 يونيو – دنيس هايسبيرت
- 6 يونيو – هارفي فيرشتاين
- 9 يونيو – إدواردو أنييلي رائد أعمال من الولايات المتحدة الأمريكية.
- 9 يونيو – إليزابيث ماي سياسية كندية.
- 9 يونيو – جورج بيريز كاتب من الولايات المتحدة الأمريكية.
- 9 يونيو – جون هاغلين سياسي أمريكي.
- 14 يونيو – ويل باتون ممثل أمريكي.
- 15 يونيو – بوب ماكدونيل سياسي أمريكي.
- 15 يونيو – جيمس بيلوشي ممثل كوميدي أمريكي ومغني.
- 16 يونيو – بيل وايت سياسي أمريكي.
- 19 يونيو – إيرا تيريل لاعب كرة سلة أمريكي.
- 19 يونيو – كاثلين ترنر
- 25 يونيو – سونيا سوتومايور
- 27 يونيو – رون كيرك سياسي أمريكي.
- 30 يونيو – روبرت هوكينز لاعب كرة سلة أمريكي.

### يوليو
- 2 يوليو – فيكتور أمايا لاعب كرة مضرب من الولايات المتحدة.
- 2 يوليو – ويندي شال ممثلة أمريكية.
- 6 يوليو – جوزيف فرح
- 7 يوليو – روبرت برايس
- 7 يوليو – رون جونز ملحن موسيقى الأفلام.
- 8 يوليو – بايارد فورست لاعب كرة سلة أمريكي.
- 11 يوليو – ريتش لوريل لاعب كرة سلة أمريكي.
- 13 يوليو – ديفيد تومسون لاعب كرة سلة من الولايات المتحدة الأمريكية.
- 16 يوليو – جينيت موت أوكسفورد سياسية أمريكية.
- 18 يوليو – والي ووكر لاعب كرة سلة أمريكي.
- 19 يوليو – ألفان آدامز لاعب كرة سلة أمريكي.
- 20 يوليو – جيفري مايكل فريدمان
- 23 يوليو – آني سبرينكل
- 25 يوليو – ولتر بايتون لاعب كرة قدم أمريكية.
- 26 يوليو – فيتاس غيرولايتيس لاعب كرة مضرب أمريكي.
- 27 يوليو – فيل بوند لاعب كرة سلة أمريكي.
- 28 يوليو – بروس أبوت ممثل أمريكي.
- 30 يوليو – غريغوري جيم جونسون رائد فضاء أمريكي.

### أغسطس
- 1 أغسطس – جايمس جليك
- 5 أغسطس – ماثيو سعد محمد ملاكم من الولايات المتحدة الأمريكية.
- 7 أغسطس – جوناثان بولارد جاسوس إسرائيلي.
- 14 أغسطس – ستانلي مكريستال عسكري من الولايات المتحدة الأمريكية.
- 15 أغسطس – بوب ويلكرسون لاعب كرة سلة أمريكي.
- 18 أغسطس – ريكي غرين لاعب كرة سلة أمريكي.
- 20 أغسطس – كوين باكنر
- 26 أغسطس – ليون دوغلاس لاعب كرة سلة أمريكي.
- 28 أغسطس – بوب بندتسون كاتب سيناريو من الولايات المتحدة الأمريكية.
- 30 أغسطس – ديفيد بيمر
- 30 أغسطس – غاي كاواساكي

### سبتمبر
- 6 سبتمبر – كارلي فيورينا
- 7 سبتمبر – كوربن برنسن ممثل ومخرج أمريكي.
- 7 سبتمبر – مايكل إيمرسون ممثل أمريكي.
- 8 سبتمبر – روبي بريدجز ناشطة أمريكية.
- 8 سبتمبر – ريموند توماس أوديرنو عسكري من الولايات المتحدة الأمريكية.
- 8 سبتمبر – مايكل شارمر
- 9 سبتمبر – جيفري كومبس
- 9 سبتمبر – والتر ديفيس لاعب كرة سلة من الولايات المتحدة الأمريكية.
- 10 سبتمبر – دون ويلسون
- 10 سبتمبر – كلارك جونسون مخرج أفلام أمريكي.
- 15 سبتمبر – كليف بونديكستير لاعب كرة سلة أمريكي.
- 18 سبتمبر – دينيس جونسون
- 24 سبتمبر – آشتون كارتر سياسي من الولايات المتحدة الأمريكية.
- 27 سبتمبر – لاري وول
- 29 سبتمبر – جاي بي آدامز ممثل أمريكي.
- 29 سبتمبر – جيفري مارسي عالم فلك أمريكي.
- 29 سبتمبر – كال بروتون
- 30 سبتمبر – باري وليامز ممثل أمريكي.
- 30 سبتمبر – جون درو لاعب كرة سلة من الولايات المتحدة الأمريكية.

### أكتوبر
- 2 أكتوبر – لورين براكو ممثلة أمريكية.
- 3 أكتوبر – ستيفي راي فوغن
- 8 أكتوبر – مايكل دوديكوف
- 9 أكتوبر – سكوت باكولا ممثل أمريكي.
- 10 أكتوبر – ديفيد لي روث
- 10 أكتوبر – روكي دي لا فوينتي سياسي من الولايات المتحدة الأمريكية.
- 14 أكتوبر – راي ويليامز لاعب كرة سلة أمريكي.
- 15 أكتوبر – جون أوستورهوت
- 18 أكتوبر – أرليس هوارد
- 18 أكتوبر – تيري فورلو لاعب كرة سلة أمريكي.
- 19 أكتوبر – جو براينت
- 19 أكتوبر – ديبورا بلوم صحفية أمريكية.
- 22 أكتوبر – لاري ساندرز موسيقي أمريكي.
- 22 أكتوبر – مارك كرو لاعب كرة سلة من الولايات المتحدة الأمريكية.
- 24 أكتوبر – مايك روندز سياسي من الولايات المتحدة الأمريكية.
- 26 أكتوبر – جيمس بيكينز جونير ممثل أمريكي.
- 27 أكتوبر – توم شيفلر لاعب كرة سلة أمريكي.
- 27 أكتوبر – مايك ماكوري
- 31 أكتوبر – روندا كورنوم طبيبة عسكرية من الولايات المتحدة الأمريكية.

### نوفمبر
- 5 نوفمبر – ألفين جينتري مدرب كرة سلة من الولايات المتحدة الأمريكية.
- 5 نوفمبر – كريس جينر
- 5 نوفمبر – لاري موفيت لاعب كرة سلة أمريكي.
- 5 نوفمبر – مايك غابرييل
- 8 نوفمبر – بيل جوي
- 8 نوفمبر – مايكل د براون محامي من الولايات المتحدة الأمريكية.
- 13 نوفمبر – سكوت ماكنيلي
- 13 نوفمبر – كريس نوث ممثل أمريكي.
- 14 نوفمبر – كونداليزا رايز وزيرة الخارجية الأمريكية السابقة، ومستشارة الأمن القومي الأمريكي السابقة.
- 15 نوفمبر – ستيفن دبليو بيرنز ممثل أمريكي.
- 18 نوفمبر – كارتر بورول ملحن أمريكي.
- 19 نوفمبر – كاثلين كوينلان ممثلة أمريكية.
- 20 نوفمبر – غريغ بالارد سياسي أمريكي.
- 23 نوفمبر – لاري رايت لاعب كرة سلة أمريكي.
- 28 نوفمبر – لاري جونسون لاعب كرة سلة أمريكي.
- 29 نوفمبر – جويل كوين
- 30 نوفمبر – لورانس سامرز سياسي أمريكي.

### ديسمبر
- 9 ديسمبر – فيل براينت سياسي أمريكي.
- 10 ديسمبر – توم كوين
- 11 ديسمبر – جيرماين جاكسون
- 13 ديسمبر – تامورا بيرس
- 14 ديسمبر – جيمس هوران ممثل أمريكي.
- 18 ديسمبر – راي ليوتا ممثل أمريكي.
- 20 ديسمبر – مايكل بادالوكو ممثل أمريكي.
- 21 ديسمبر – كريس إيفرت لاعبة كرة مضرب من الولايات المتحدة.
- 23 ديسمبر – براين تيتشر لاعب كرة مضرب أمريكي.
- 24 ديسمبر – غريغوري باول
- 27 ديسمبر – كينت بينسون لاعب كرة سلة أمريكي.
- 28 ديسمبر – دنزل واشنطن
- 31 ديسمبر – بيت سوزا مصور أمريكي.

## وفيات

### يناير
- 1 يناير – وليام فرانكلين وايت (مواليد 1874) عالم نبات أمريكي.
- 5 يناير - والتر إدوارد سكوت، مستكشف من الولايات المتحدة الأمريكية.
- 10 يناير – روكي كانساس (مواليد 1893) ملاكم من الولايات المتحدة الأمريكية.
- 31 يناير – إدوين هوارد آرمسترونغ (مواليد 1890)

### فبراير
- 1 فبراير – تيرنر بيت ايل (مواليد 1895) لاعب كرة قدم أمريكية من الولايات المتحدة الأمريكية.
- 11 فبراير – آرثر دوراي (مواليد 1882) سائق سيارة سباق فرنسي.

### مارس
- 2 مارس – بول فوستر كيس (مواليد 1884)
- 3 مارس – جورج وايلي (مواليد 1881) درّاج طريق من الولايات المتحدة الأمريكية.
- 8 مارس – جون بولدرستون (مواليد 1889) كاتب أمريكي.

### أبريل
- 1 أبريل – آرثر إف أندروز (مواليد 1881) درّاج طريق كندي.
- 2 أبريل – وليام هيفيلفينجير (مواليد 1867) لاعب كرة قدم أمريكية.
- 6 أبريل – تايجر جاك فوكس (مواليد 1907) ملاكم من الولايات المتحدة الأمريكية.

### مايو
- 12 مايو – كلايد رورك هوي (مواليد 1877) سياسي أمريكي.
- 13 مايو – فرانك أوستن (مواليد 1877) ممثل من الولايات المتحدة الأمريكية.
- 17 مايو – أدلبرت ألثوز (مواليد 1869)
- 19 مايو – تشارلز آيفز (مواليد 1874)

### يونيو
- 10 يونيو – تشارلز فرانسيس آدمز الثالث (مواليد 1866) سياسي أمريكي.
- 22 يونيو – كارل تايلور كومتون (مواليد 1887) فيزيائي أمريكي.

### يوليو
- 13 يوليو – بينيت البطل كلارك (مواليد 1890) سياسي أمريكي.

### أكتوبر
- 9 أكتوبر – روبرت جاكسون (مواليد 1892) قاضي أمريكي.

### نوفمبر
- 7 نوفمبر – وليام برادلي أومستد (مواليد 1895) سياسي أمريكي.
- 9 نوفمبر – جاك هارفي (مواليد 1881)
- 15 نوفمبر – لايونيل باريمور (مواليد 1878)
- 16 نوفمبر – ألبرت فرانسيس بليكسلي (مواليد 1874) عالم نبات أمريكي.
- 20 نوفمبر – كلايد سيسنا فيرنون (مواليد 1879) طيار من الولايات المتحدة الأمريكية.
- 22 نوفمبر – جيس مكمان (مواليد 1882) ملاكم من الولايات المتحدة الأمريكية.

### ديسمبر
- 14 ديسمبر – فريد أر.زيمرمان (مواليد 1880) سياسي أمريكي.
- 25 ديسمبر – ليبرتي هايد بيلي (مواليد 1858) عالم نبات أمريكي.